# Kasemetsa (przystanek kolejowy)
Kasemetsa – przystanek kolejowy w miejscowości Kasemetsa, w prowincji Harjumaa, w Estonii. Położony jest na linii Tallinn – Parnawa/Viljandi. 